# Élton Lira
Élton Lira, właśc. Élton Santiago dos Santos Lira (ur. 21 września 1986 w São Paulo) – brazylijski piłkarz występujący na pozycji obrońcy.

## Kariera
Élton Lira rozpoczynał karierę w juniorskiej sekcji SE Matsubara Cambará. W latach 2005−2006 był zawodnikiem Corinthians Paulista. Jego kolejnymi klubami były Esporte Clube XV de Novembro oraz Juventus São Paulo. W 2008 roku został piłkarzem 1. FC Brno. W czeskim zespole rozegrał 30 spotkań, zdobywając jedną bramkę. Po powrocie do rodzinnego kraju reprezentował barwy Duque de Caxias i Paysandu Sport Club.
24 stycznia 2012 roku Élton Lira podpisał kontrakt z Zagłębiem Lubin, dla którego wystąpił w 20 meczach. Rozstał się z klubem po zakończeniu sezonu 2012/13.